# Кораб мишена
Кораб мишена или кораб цел е специално построен или оборудван спомагателен кораб за подсигуряване на бойната подготовка на ВМС (ВМФ), по който се произвеждат практически пускове на крилати (противокорабни или противолодъчни) ракети, артилерийски и торпедни стрелби, а също и бомбомятания.
Корабите мишени са предназначени за имитация на надводни бойни кораби от различни класове (за това те са оборудвани със специална апаратура и различни имитатори). Обслужването на корабите от този клас по време на преходи и стоянки се осъществява от специализирани екипажи, сваляни от съда за периода на стрелбите. Всички системи и механизми на тези кораби имат автоматизирано (дистанционно управление).
Във ВМФ СССР и Русия като кораби мишени са използвани крайцерът „Цушима“, миноносецът „Огневой“ и др.